# Základní škola T. G. Masaryka Třebíč, Komenského nám. 61/6
Základní škola T. G. Masaryka Třebíč, Komenského nám. 61/6 je základní škola v Třebíči, otevřena byla 1. prosince 1922 a jejím prvním ředitelem byl Alois Sobotka. Škola vyučuje dle vzdělávacího programu Škola součást planety a od 6. ročníku jsou třídy děleny na třídy se zaměřením na všeobecný základ, na matematiku a přírodní vědy a na tělesnou výchovu se zaměřením na lední hokej, volejbal a baseball.

## Historie
Místo pro tehdy novou školu bylo nalezeno již v roce 1911, bylo vybráno ze čtyřech různých míst a bylo vybráno z důvodu, že je zde klid a místo leží mezi zahradami. Byly zakoupeny a zbořeny domy, které zde ležely (domy č. 60, 61, 123 na tehdejší ulici Hanělově), tímto prozatímní plány skončily, protože městská rada požádala radu školskou o odložení stavby z důvodu nedostatečných finančních zdrojů.
Na začátku roku 1914 již neprošlo další odložení stavby a tak město zadalo prof. Klepkovi vypracování stavebních plánů nové školy. První světová válka ovšem zasáhla do plánování a další plány se uskutečnily až po jejím skončení. 21. března roku 1919 byla vypsána veřejná soutěž na novou budovu obecné a měšťanské školy v Třebíči na určeném místě – poslední datum odevzdání bylo k 20. dubnu téhož roku. Odevzdáno bylo celkem 17 projektů, 12 z nich bylo vyřazeno pro formální nedostatky a zvítězil tak projekt stavebního komisaře Milana Kubeše a stavebního asistenta Františka Kučery, který byl nazván V nové ulici a celkové náklady měly dosáhnout 1100000 tehdejších korun (návrh předválečný od prof. Klepky měl dosahovat nákladu 1700000 korun). Tento projekt byl zvolen z údajně nejúčelnějšího využití stavebních ploch a nejúčelnějšího půdorysného rozvržení. Během plánování došlo ke změnám platební měny v tehdejší republice a její devalvaci, tak bylo vypůjčeno ještě několik milionů z městské spořitelny a později i Hypoteční banky v Brně.
Přesně dně 5. září 1921 byla stavba zahájena a ke 28. listopadu 1922 byla škola slavnostně předána do užívání. Na stavbě se podíleli hlavně místní společnosti, zednické práce provedl Kosík a Hudec. Byla postavena třípatrová budova s celkem 18 třídami, školní kuchyní, kabinety a dalšími prostory. V dubnu dalšího roku byla předána i sousedící tělocvična. Na fasádě budovy byl umělecky zhotoven nápis Obecné a občanské školy a vytvořeny reliéfy tří osobností s jejich citáty. Tyto byly během okupace za 2. světové války zakryty bedněním, Husův citát byl dokonce stržen a obnoven až v roce 2001 při rekonstrukci fasády. V přízemí byly třídy obecné chlapecké školy, v prvním patře byly třídy školy měšťanské a v druhém patře byly třídy dívčí školy.
Od 1. prosince roku 1922 ve škole probíhala výuka, v roce 1925 byla škola pojmenována po prezidentu Masarykovi a budova školy byla propůjčena okresní školní výstavě, jíž se měly zúčastnit téměř všechny obce okresu. Při oslavách 600 let města Třebíče byla škola propůjčena výstavě, která se konala od konce června do půli srpna.
Od vyhlášení všeobecné mobilizace 23. září 1938 se již ve škole nevyučovalo a byla určena pro vojenské účely, výuka se obnovila 17. října téhož roku a i v pozdějších letech škola sloužila jako sklad zabavených zbraní či jako ubytovna německého vojska. V této době se škola nesměla nazývat Masarykova, tak byla jmenována Na Horce. 1. října 1942 byly zabrány dvě učebny školy pro německé děti z Essenu, jež byly ubytovány v třebíčském sirotčinci a docházely na výuku. Tyto děti se v tehdejší škole učily až do 8. března 1943. Od 26. srpna roku 1944 byla škola opět vyklizena a sloužila jako německý lazaret, výuka pak byla obnovena až 22. května roku 1945.
V padesátých letech škola také nemohla nést svůj název a nazývala se Základní škola Hanělova ulice; název Masarykova škola začala znovu užívat až 21. prosince 1989 a 7. března 1990 došlo i k úřednímu přejmenování. Ke schválení přejmenování došlo již 21. prosince 1989.
Po roce 1989 se škola začala věnovat více sportu a matematice a zahájila výuku i v prostorách tehdejšího okresního výboru KSČ (nyní budova Fórum). Také obnovila činnost školního časopisu a zahájila činnost základny v Budíkovicích. V roce 2001 došlo k rekonstrukci fasády a také byla opravena a přistavěna tělocvična. V létě 2016 došlo k rekonstrukci oken, parapetů a dveří. Roku 2019 byly opraveny podlahy v přízemí školy.
V roce 2022 bylo oznámeno, že v letech 2024 a 2025 by škola měla projít velkou rekonstrukcí.

## Citáty osobností
- František Palacký: Kdykoliv jsme vítězili, dálo se pokaždé více převahou ducha než mocí fyzickou.
- Jan Amos Komenský: Jen lidé školou vzdělaní v pravdě lidmi jsou.
- Jan Hus: Poznej pravdu, hledej pravdu, haj pravdy až do smrti.